# Пробст
Пробст (нем. propst, от лат. praepositus — поставленный во главе) — титул в христианских церквях. У католиков — настоятель церкви (например, Мерклин), монастыря. В некоторых национальных лютеранских церквях — старший пастор в определённом географическом регионе, подчинённый епископу. 
Структура, возглавляемая пробстом, именуется пробством. В Российской империи такие структуры именовались пробстскими округами, в 1832 году был организован 31 пробстский округ. Пробст назначался по решению всех проповедников пробстского округа и утверждался в Министерстве внутренних дел. Пробст был обязан проводить раз в 3 года визитацию всех церквей своего округа.